# Triathlon na Światowych Wojskowych Igrzyskach Sportowych 2007
Triathlon na Światowych Wojskowych Igrzyskach Sportowych 2007 – zawody dla sportowców-żołnierzy zorganizowane przez Międzynarodową Radę Sportu Wojskowego, które odbyły się w indyjskim Hajdarabadzie w dniu 20 października 2007 roku podczas igrzysk wojskowych.
Zawody były równocześnie traktowane jako XIV Wojskowe Mistrzostwa Świata w triatlonie.

## Konkurencje
Kobiety
- indywidualnie, drużyna

Mężczyźni
- indywidualnie, drużyna

## Medaliści

### Mężczyźni
| Konkurencja   | Złoto                     | Srebro               | Brąz                       |
| Indywidualnie | Guiseppe Ferraro · Włochy | Lew Vasiliev · Rosja | Andreas Giglmayr · Austria |
| Drużynowo     | Włochy ·                  | Rosja ·              | Francja ·                  |

### Kobiety
| Konkurencja   | Złoto            | Srebro                              | Brąz                       |
| Indywidualnie | Xing Lin · Chiny | Justine Whipple · Stany Zjednoczone | Eugenja Matwiejewa · Rosja |
| Drużynowo     | Chiny ·          | Rosja ·                             | Francja ·                  |

## Klasyfikacja medalowa
* Organizator zawodów został zaznaczony tym kolorem, Polskę oznaczono tekstem pogrubionym.
| Miejsce           | Reprezentacja     | Złoto | Srebro | Brąz | Razem |
| ----------------- | ----------------- | ----- | ------ | ---- | ----- |
| 1                 | Chiny             | 2     | 0      | 0    | 2     |
| 1                 | Włochy            | 2     | 0      | 0    | 2     |
| 3                 | Rosja             | 0     | 3      | 1    | 4     |
| 4                 | Stany Zjednoczone | 0     | 1      | 0    | 1     |
| 5                 | Francja           | 0     | 0      | 2    | 2     |
| 6                 | Austria           | 0     | 0      | 1    | 1     |
| Ogółem (6 państw) | Ogółem (6 państw) | 4     | 4      | 4    | 12    |

Źródło: